# Myage
Myage är en låt av det amerikanska punkrock-bandet Descendents. Låten återfinns på albumet Milo Goes to College, släppt 1982 och är en av de tre låtarna på albumet som trummisen Bill Stevenson skrev själv. Stevenson skrev låten flera år innan den släpptes, på en bas som han hittade i en soptunna. Från början hette låten "My Song" men eftersom bandet gillade att lägga till suffixet "-age" bestämde Stevenson att låten skulle heta "Myage".
Descendents har spelat låten live över 180 gånger.
Allmusic-kritikern Ned Raggett tyckte att "Myage" var en av de bästa låtarna från Milo Goes to College.
En cover på låten spelades in av Thrillionaire.

## Musiker
- Milo Aukerman - sång
- Tony Lombardo - bas
- Frank Navetta - gitarr
- Bill Stevenson - trummor